# Petr Shelokhonov
Petr Shelokhonov , nome artístico de Petr Ilarionovich Shelokhonov,  (em russo:  Пётр Илларио́нович Шелохо́нов), (língua bielorrussa: Пятро Ларывонавіч Шэлахонаў, língua ucraniana: Петро Іларіонович Шелохонов); (15 de agosto de 1929 — 15 de setembro de 1999) foi um ator e realizador de cinema e teatro da União Soviética e Rússia.

## Biografia
Como um adolescente, Petr Shelokhonov sobreviveu à Invasão soviética da Polónia e ocupação nazista da Bielorrússia durante a Segunda Guerra Mundial (1939-1945).
Foi graduado pela escola de atores de Irkutsk na Sibéria (1960).
Em 1968 mudou-se para São Petersburgo para trabalhar para os estúdios de cinema Lenfilm.
No filme intitulado "Inimigo Invisível" (1968) Petr Shelokhonov desempenhou um bom espião procurando, que foi subrepticiamente matando as pessoas e se infiltrar na classificação Soviética e arquivo vestindo um uniforme de capitão soviético. O lançamento do filme coincidiu com o ataque real sobre o Brezhnev líder soviético por um homem armado que penetrou no Kremlin vestindo um uniforme soviético. Chefe da polícia de Brezhnev escreveu uma carta furiosa para o Partido Comunista Soviético exigindo que este filme "anti-soviética" deve ser banido. Imediatamente, o filme foi proibido e Petr Shelokhonov foi censurada. Em seguida, o filme foi alterada e novamente feito para libertação posterior em 1969 intitulado agora Razvyazka (1969). Nele, o espião, interpretado novamente por Petr Shelokhonov, está vestindo uma camisa branca, em vez de um uniforme soviético, porque o KGB soviético ordenou que os cineastas para fazer essas mudanças.
Seu último papel no cinema foi em Anna Karenina (filme de 1997), tendo parceiros como Sophie Marceau e Sean Bean.

## Filmografia selecionada
| Ano  | Filme                                           | Personagem                     | Notas |
| ---- | ----------------------------------------------- | ------------------------------ | ----- |
| 1968 | Hidden Enemy                                    | Espião policial espião         |       |
| 1969 | Untangling                                      | Espião Vladimir Sotnikov       |       |
| 1971 | Dauria                                          | Severian Ulybin                |       |
| 1972 | Taming of the fire                              | Michael Karelin                |       |
| 1974 | Countermeasure                                  | CEO Sergei Peresada            |       |
| 1975 | Earn it in the Battle                           | Nikolai Aleksandrovich Sergeev |       |
| 1976 | This is not my business                         | Detetive Pankratov             |       |
| 1980 | Life and adventures of four friends             | Guarda florestal               |       |
| 1981 | The Truth of Lieutenant Klimov                  | Barqueiro Chervonenko          |       |
| 1985 | Rivals                                          | Treinador principal Semionich  |       |
| 1988 | Bread is a proper noun                          | Ferreiro Akim Akimov           |       |
| 1991 | My best friend Vasili, the son of Joseph Stalin | Coronel Savinych               |       |
| 1992 | Richard II                                      | Lorde Marechal                 |       |
| 1993 | White Horse                                     | Soldado                        |       |
| 1997 | Anna Karenina                                   | Kapitonich                     | [ 1 ] |